# Менаде
Менаде (грч. Μαινάδες) су у грчкој митологији помамне и махните пратиље бога Диониса у грчкој, или бога Бахуса у римској митологији..
Име Менада је изведено ид речи (грч. μαίνομαι), што значи бити у „делиријуму“ или „помами ти се“, а познате су и као Бахатнице према Дионисовом пандану из римске митологије Бахусу или Басариде (грч. bassaris) - по лисичјој кожи коју је он носио. Називали су их и Тијаде.
Менаде си постојале у митологији, али и у стварности. Оне стварне, по примеру својих митолошких именакиња, окупљале су се на свечаностима у част бога Диониса и правиле изгреде, који су се готово увек завршавали ноћним оргијама. Због свега тога, сенат је, 186. године пре нове ере морао забранити њихово окупљање.
Од тог времена, па све до данашњих дана је, за такву врсту понашања остао израз „Баханалије“.

## Митологија
Менаде су биле познате као помамне жене, дивље и луде, које нису могле да се уразуме. Дионисoва личност и његов мистериозни лик су непрестано инспирисали и подстицали жене на ексцентрично лудило — обе су се упуштале у насиље, секс и осакаћивање.
Приказиване су окићене бршљаном, одевене у кожу од ланета, и како носе „тирс“ — дугачки, виновом лозом оплетени, штап са шишарком на врху и плешу. У трансу су лутале по шумама и брдима и обављали неке чудне ритуале које спомиње и Хомер. Такво њихово понашање се објашњавало алкохолом и другим природним опијантима.
Менаде су, када их није хтео погледати, убиле Орфеја јер је туговао три године за својом Еуридиком, његова глава и милозвучна лира завршиле су на отоку Лезбосу који је познат по великим грчким лирским песницима.
У Еурипидовој трагедији „Бахус“ тебанске Менаде убиле су краља Пентеја јер је он забранио поштовање бога Диониси његове свечаности. Дионис је онда обећао Пентеју да може лично да посматра тајне ритуалне на планини близу града, али само ако се преруши у жену. Краљ је одмах пристао, и прерушен у жену, посматрао је Менаде сакривен на дрвету. Али, Менаде су га ускоро откриле и у фанатичном лудилу помислиле да је лав, те су га растргле на комаде. Његова мајка Агава, која је била једна од водећих Менада, схвативши на своје ужасавање шта су учинили, напустила је Тебу и отишла у својевољно изгнанство.